# Likovne tehnike
Likovne tehnike su svi materijali i način na koji ih umjetnik koristi pri umjetničkom oblikovanju nekog likovnog djela.

## Crtačke tehnike
- Olovka
- Srebrenka
- Ugljen
- Kreda
- Flomaster
- Tuš

## Grafičke tehnike
- Drvorez
- Bakrorez
- Bakropis
- Litografija
- Akvatinta
- Mezzotinta
- Suha igla
- Kartonski tisak
- Monotipija
- Sitotisak
- Kompjuterska grafika

## Slikarske tehnike
- Pastel
- Akvarel
- Gvaš
- Tempera
- Akril
- Ulje
- Enkaustika
- Batik
- Freska
- Kolaž
- Mozaik
- Vitraj ili vitraž
- Tapiserija

## Kiparske tehnike
- Glina
- Glinamol
- Gips
- Bronca
- Drvo
- Kamen
- Žica
- Staklo
- Bjelokost
- Lim, aluminijska i bakrena folija
- Papir - plastika
- kaširana papir-plastika (papir-maše)
- Plastika
- Bitumen
- Kombinirana tehnika (razni materijali)

## Vanjske poveznice
- Likovni portal Učiteljskog fakulteta u Zagrebu  Arhivirana inačica izvorne stranice od 23. lipnja 2007. (Wayback Machine)